# Donjeux (Moselle)
Donjeux je francouzská obec v departementu Moselle v regionu Grand Est. V roce 2013 zde žilo 88 obyvatel.

## Poloha
Sousední obce jsou: Delme, Laneuveville-en-Saulnois, Lemoncourt, Oriocourt a Viviers.

## Vývoj počtu obyvatel
Počet obyvatel